# 大東京地區運輸

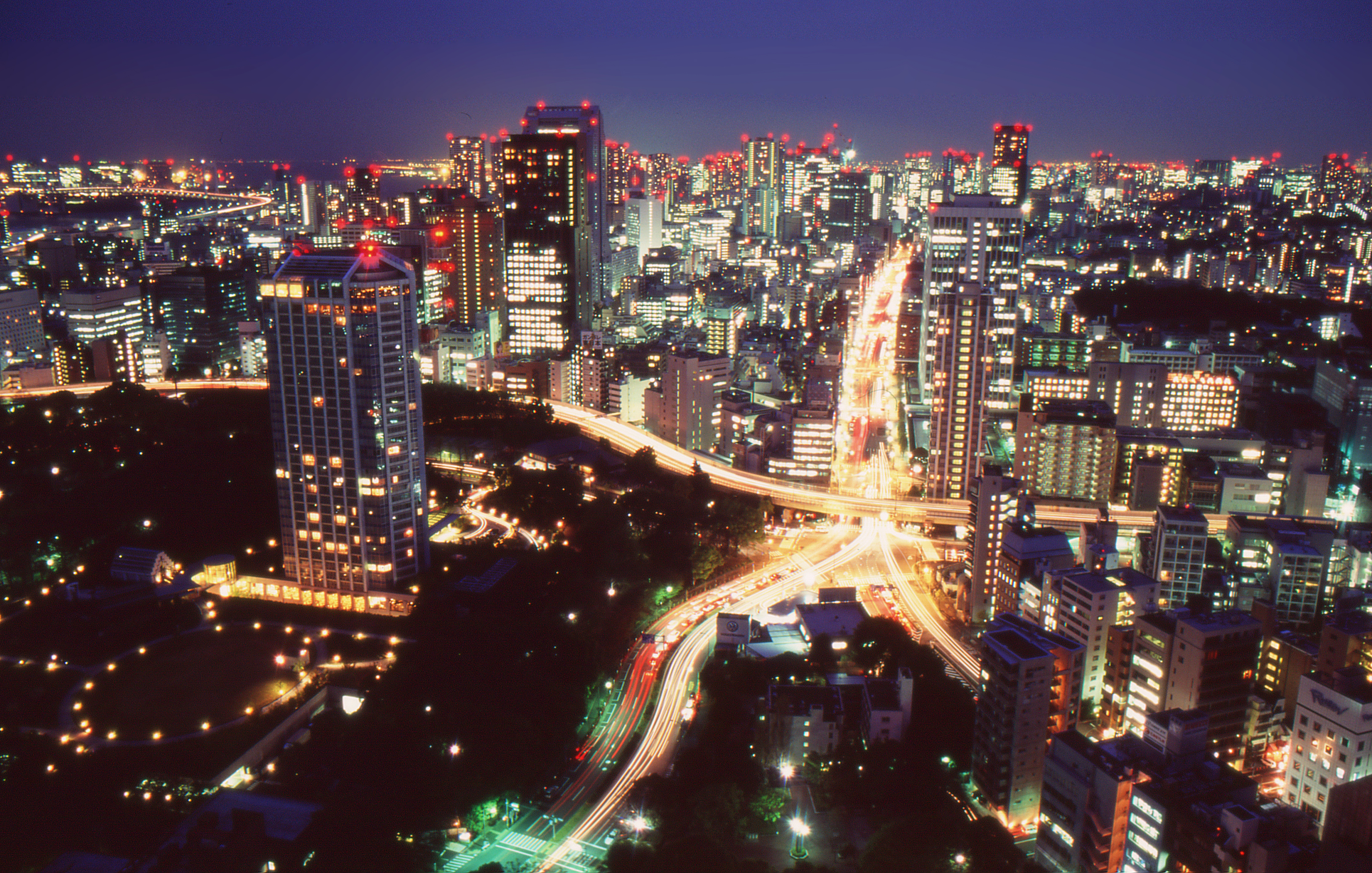
東京夜晚的街道

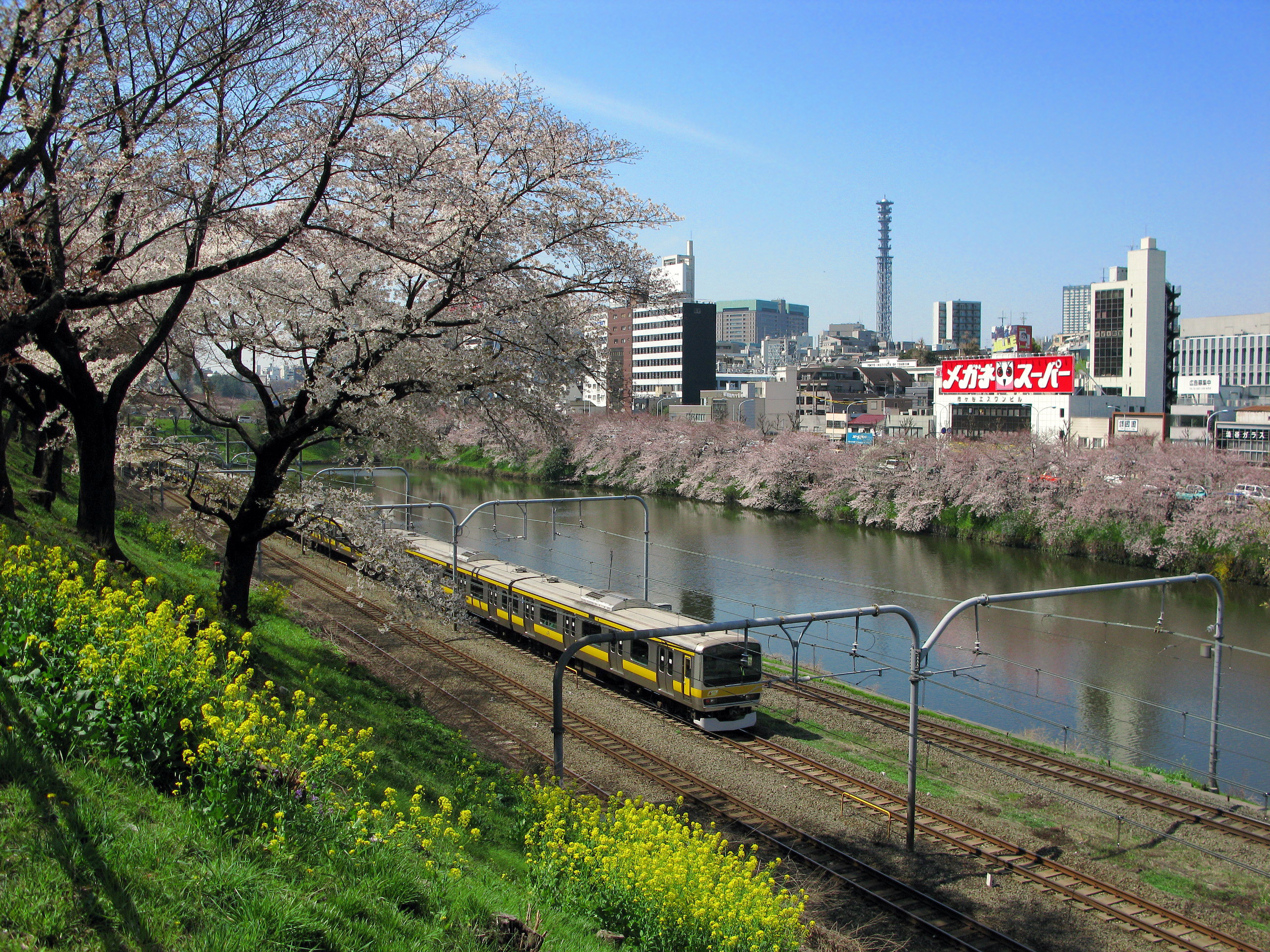
發達的鐵道網絡是東京交通的一大特色

東京都市圈（首都圈含至整個關東地方（茨城縣、栃木縣、埼玉縣、千葉縣、東京都、神奈川縣）以及山梨縣）的交通網絡包括公共和私營的鐵路及公路網絡；國際、國內以及通用航空的機場；公共汽車；機車送貨服務；步行、自行車和其他商業運輸。儘管東京的交通樞紐位於市中心（東京都區部），但東京都市圈的每一個地方都有鐵路或公路運輸服務。海運和空運可在一定數量的口岸搭乘。
東京都市圈的公共交通由世界上最為龐大的城市軌道交通網絡所組成（截至2014年5月，東京軌道交通系統達到158條線路，48個經營業者，4716.5公里營運軌道和2210個車站），其中包含各個經營業者營運的地面列車捷運、公共汽車、有軌列車、單軌列車和其他支援鐵路線路的管道（不包含新幹線）。但由於每個經營業者只管理屬於自己的那一部分線路，該系統是作為鐵路網的集合而不是單一單位來管理的，許多經營業者正在進行升級和擴展。4000萬名乘客（通過車門而不只是停留在月臺）每天都在使用鐵路系統（每年146億人次），捷運占這個比例的22%，每天有866萬名乘客使用。普遍的無縫、快速互通的直通運行也是該系統的一大特點。羽田、成田兩大機場間的運輸服務綜合了6個獨立經營業者的軌道。東京地區每平方英里有0.61個通勤車站。通勤車站乘車人數密集，每年每英里有600萬人次，是世界各大都市中最高的。在東京，步行和騎自行車相比全球其他許多都市更普遍，私家車和機車在城市交通中占次要地位。

## 空運
東京的航空運輸主要負責國際或國內長距離運輸，中短距離運輸主要依賴鐵路，因此在东京都市圈内航空運輸重要性相比鐵路較低。

### 羽田機場
東京國際機場通稱為羽田機場，啟用於1931年，實際上以營運國內航線為主，短程與少量長程的國際航線為輔。擁有3座航廈、4條跑道，無論在面積、起降航班或旅客流量上，均為日本民航機場之最；截至2019年，也是世界客運流量第5高的機場。除了民航服務之外，以天皇為首的皇室成員、以及以首相為首的閣員所乘坐的行政專機、政府機構專機與特別機、以及國賓到訪等的專用機與特別機在東京的起降，全部都在羽田機場進行。

### 成田機場
位於日本千葉縣成田市的國際機場，與羽田機場並列為東京兩大聯外機場。占地1,111公頃，擁有3座客運航廈、2條跑道，客運流量居日本第二位、全球第50，貨運吞吐量則居日本第一、全球第九。成田機場是東京主要的國際機場，1978年啟用後，來往東京的國際航班主要在此起降，羽田機場則轉以負責國內航線為主。

### 次要機場
- 調布飛行場，是東京都調布市境內的機場，主要由新中央航空使用，開行飛往伊豆諸島的航線。
- 東京直升飛機場，位於東京都江東區新木場的公共直升飛機場，東邦航空使用開機場，開行飛往伊豆諸島的直升機航線。

## 鐵路

### 高速鐵路
- 東海道新幹線
- 東北新幹線、山形新幹線、秋田新幹線
- 上越新幹線
- 北陸新幹線

### 城際、區域鐵路
- 東海道本線
- 東北本線
- 常磐線
- 上越線
- 篠之井線
- 水郡線
- 小海線

### 通勤鐵路
東京，甚至全日本的通勤鐵路系統擁有廣泛的網絡和頻繁的服務，並且被大量使用，通勤鐵路在運營上更像是一個地鐵系統（運行頻率非常高，乘客大多站立, 站距短)。日本的通勤鐵路也往往與地鐵線路直通運轉。許多日本通勤系統運行多個級別的特快列車以減少前往遙遠地點的旅行時間。另外，許多日本通勤鐵路系統由營利性質的私營鐵路公司擁有和運營，沒有公共補貼。整個東京的城市軌道系統不是一個單一的統一網絡，而是多間營運商分別獨立擁有和運營的系統，但具有不同程度的互連性。按旅客吞吐量計算，新宿站是世界上最繁忙的火車站。

由於擁有多間鐵路公司運營著自己的網絡，導致乘客可能需要通過在多個不同公司營運的路線之間換乘，才能到達目的地，在此過程中會產生額外的成本。對於遊客來說，在多個運營商之間轉乘，並支付多次費用才能到達一個目的地可能會非常混亂和昂貴。因此當地人傾向於搭乘特定公司的路線，並步行/騎自行車往返於鄰近目的地車站，從而避免需要轉乘另一家公司並支付另一筆車費，即使另一家公司的車站可能更靠近目的地。
| 论 编                       |                  |                      |          |           |        |                                                                                  |                                                              |
| 營運商                      | 軌道線           | 區間                 | 開通年分 | 長度 (km) | 車站數 | 營運路線                                                                         | 直通運轉                                                     |
| 東日本旅客鐵道 東京近郊區間 | 山手線           | 山手線               | 1885     | 20.6      | 17     | 山手線 埼京線 湘南新宿線 相鐵·JR直通線                                           | 東北本線 東海道本線 赤羽線 臨海線                            |
| 東日本旅客鐵道 東京近郊區間 | 根岸線           | 根岸線               | 1872     | 22.1      | 12     | 根岸線 橫濱線                                                                    | 東海道本線 橫濱線 橫須賀線                                   |
| 東日本旅客鐵道 東京近郊區間 | 橫濱線           | 橫濱線               | 1908     | 42.6      | 20     | 橫濱線 相模線                                                                    | 根岸線                                                       |
| 東日本旅客鐵道 東京近郊區間 | 南武線           | 南武線               | 1927     | 39.6      | 30     | 南武線                                                                           |                                                              |
| 東日本旅客鐵道 東京近郊區間 | 武藏野線         | 府中本町 - 西船橋    | 1973     | 71.8      | 26     | 京葉線 武藏野線                                                                  | 京葉線                                                       |
| 東日本旅客鐵道 東京近郊區間 | 京葉線           | 京葉線               | 1975     | 54.3      | 18     | 京葉線 武藏野線                                                                  | 武藏野線                                                     |
| 東日本旅客鐵道 東京近郊區間 | 赤羽線           | 赤羽線               | 1885     | 5.5       | 4      | 埼京線 相鐵·JR直通線                                                             | 東北本線 山手線                                              |
| 東日本旅客鐵道 東京近郊區間 | 川越線           | 川越線               | 1940     | 30.6      | 11     | 埼京線 相鐵·JR直通線 川越‧八高線                                                 | 東北本線 八高線                                              |
| 東日本旅客鐵道 東京近郊區間 | 中央本線         | 中央本線             | 1889     | 249.8     | 65     | 中央·總武緩行線 中央線快速                                                       | 總武本線 篠之井線 東京地下鐵東西線                           |
| 東日本旅客鐵道 東京近郊區間 | 青梅線           | 青梅線               | 1894     | 37.2      | 25     | 青梅線                                                                           | 中央本線                                                     |
| 東日本旅客鐵道 東京近郊區間 | 五日市線         | 五日市線             | 1925     | 11.1      | 7      | 五日市線                                                                         | 青梅線                                                       |
| 東日本旅客鐵道 東京近郊區間 | 總武本線         | 總武本線             | 1894     | 124.8     | 26     | 中央·總武緩行線 橫須賀·總武快速線                                                | 中央本線 東海道本線 成田線                                   |
| 東日本旅客鐵道 東京近郊區間 | 橫須賀線         | 橫須賀線             | 1889     | 23.9      | 9      | 橫須賀·總武快速線 湘南新宿線                                                     | 東海道本線 總武本線                                          |
| 東日本旅客鐵道 東京近郊區間 | 鶴見線           | 鶴見線               | 1926     | 9.7       | 13     | 鶴見線                                                                           |                                                              |
| 東日本旅客鐵道 東京近郊區間 | 相模線           | 相模線               | 1921     | 33.3      | 18     | 相模線                                                                           | 橫濱線                                                       |
| 東日本旅客鐵道 東京近郊區間 | 東海道本線       | 東京－熱海           | 1872     | 104.6     | 21     | 山手線 京濱東北線 橫須賀·總武快速線 湘南新宿線 東海道線 上野東京線 相鐵·JR直通線 | 東北本線 總武本線 山手線 根岸線 橫須賀線 伊東線 相鐵新橫濱線 |
| 東日本旅客鐵道 東京近郊區間 | 東海道本線       | 品川 - 鶴見 (品鶴線) | 1929     | 17.8      | 5      | 橫須賀·總武快速線 湘南新宿線 相鐵·JR直通線                                       |                                                              |
| 東日本旅客鐵道 東京近郊區間 | 伊東線           | 伊東線               | 1935     | 16.9      | 6      | 伊東線                                                                           | 東海道本線                                                   |
| 東日本旅客鐵道 東京近郊區間 | 東北本線         | 東京 - 黑磯          | 1883     | 163.3     | 34     | 山手線 常磐快速線 湘南新宿線 宇都宮線 高崎線 上野東京線                          | 東海道本線 山手線 高崎線 常磐線 烏山線 日光線                |
| 東日本旅客鐵道 東京近郊區間 | 東北本線         | 日暮里－赤羽         | 1883     | 7.6       | 3      | 京濱東北線 宇都宮線 高崎線                                                       | 山手線                                                       |
| 東日本旅客鐵道 東京近郊區間 | 東北本線         | 赤羽－武藏浦和－大宮 | 1883     | 18.0      | 12     | 埼京線 相鐵·JR直通線                                                             | 赤羽線                                                       |
| 東日本旅客鐵道 東京近郊區間 | 高崎線           | 高崎線               | 1883     | 74.7      | 19     | 高崎線                                                                           | 東北本線 上越線                                              |
| 東日本旅客鐵道 東京近郊區間 | 常磐線           | 日暮里 - 浪江        | 1889     | 268.6     | 64     | 常磐快速線 常磐緩行線 上野東京線                                                 | 東北本線 成田線 水戶線 東京地下鐵千代田線                    |
| 東日本旅客鐵道 東京近郊區間 | 上越線           | 高崎 - 水上          | 1884     | 59.1      | 14     | 湘南新宿線 上野東京線                                                            | 高崎線 兩毛線 吾妻線                                         |
| 東日本旅客鐵道 東京近郊區間 | 兩毛線           | 兩毛線               | 1884     | 84.4      | 18     | 湘南新宿線 上野東京線                                                            | 上越線                                                       |
| 東日本旅客鐵道 東京近郊區間 | 水戶線           | 水戶線               | 1889     | 50.2      | 16     |                                                                                  | 常磐線                                                       |
| 東日本旅客鐵道 東京近郊區間 | 外房線           | 外房線               | 1896     | 93.3      | 27     | 京葉線 橫須賀·總武快速線                                                         | 總武本線 京葉線 東金線                                       |
| 東日本旅客鐵道 東京近郊區間 | 內房線           | 內房線               | 1912     | 119.4     | 30     | 京葉線 橫須賀·總武快速線                                                         | 總武本線 京葉線                                              |
| 東日本旅客鐵道 東京近郊區間 | 久留里線         | 久留里線             | 1912     | 32.2      | 14     |                                                                                  |                                                              |
| 東日本旅客鐵道 東京近郊區間 | 成田線           | 佐倉－松岸           | 1897     | 75.4      | 14     | 橫須賀·總武快速線                                                                | 總武本線                                                     |
| 東日本旅客鐵道 東京近郊區間 | 成田線           | 我孫子－成田         | 1897     | 32.9      | 10     | 常磐快速線 上野東京線                                                            | 常磐線                                                       |
| 東日本旅客鐵道 東京近郊區間 | 成田線           | 成田－成田機場       | 1897     | 10.8      | 3      | 橫須賀·總武快速線                                                                | 總武本線                                                     |
| 東日本旅客鐵道 東京近郊區間 | 東金線           | 東金線               | 1900     | 13.8      | 5      |                                                                                  | 外房線                                                       |
| 東日本旅客鐵道 東京近郊區間 | 信越本線         | 高崎－橫川           | 1885     | 29.7      | 8      |                                                                                  |                                                              |
| 東日本旅客鐵道 東京近郊區間 | 篠之井線         | 鹽尻－松本           | 1900     | 13.3      | 6      |                                                                                  | 中央本線                                                     |
| 東日本旅客鐵道 東京近郊區間 | 八高线           | 八高线               | 1931     | 92.0      | 23     | 川越‧八高線 高麗川 - 高崎                                                        | 川越線 高崎線                                                |
| 東日本旅客鐵道 東京近郊區間 | 吾妻線           | 吾妻線               | 1945     | 55.3      | 18     |                                                                                  | 上越線                                                       |
| 東日本旅客鐵道 東京近郊區間 | 烏山線           | 烏山線               | 1923     | 20.4      | 8      |                                                                                  | 東北本線                                                     |
| 東日本旅客鐵道 東京近郊區間 | 日光線           | 日光線               | 1890     | 40.5      | 7      |                                                                                  | 東北本線                                                     |
| 東日本旅客鐵道 東京近郊區間 | 水郡線           | 水戶－常陸大子       | 1897     | 55.6      | 20     |                                                                                  |                                                              |
| 東日本旅客鐵道 東京近郊區間 | 水郡線           | 上菅谷－常陸太田     | 1897     | 9.5       | 6      |                                                                                  |                                                              |
| 東日本旅客鐵道 東京近郊區間 | 鹿島線           | 鹿島線               | 1970     | 17.4      | 6      |                                                                                  | 成田線                                                       |
| 東日本旅客鐵道 東京近郊區間 | 小海線           | 小淵澤－野邊山       | 1915     | 23.4      | 5      |                                                                                  |                                                              |
| 京成電鐵                    | 京成本線         | 京成本線             | 1912     | 69.3      | 42     |                                                                                  | 千葉線 东成田线 成田機場線 北總線                            |
| 京成電鐵                    | 押上線           | 押上線               | 1912     | 5.7       | 6      |                                                                                  | 京成本線 都營淺草線                                          |
| 京成電鐵                    | 金町線           | 金町線               | 1899     | 2.5       | 3      |                                                                                  |                                                              |
| 京成電鐵                    | 千葉線           | 千葉線               | 1921     | 12.9      | 10     |                                                                                  | 京成本線 千原線                                              |
| 京成電鐵                    | 千原線           | 千原線               | 1992     | 10.9      | 6      |                                                                                  | 千葉線                                                       |
| 京成電鐵                    | 东成田线         | 东成田线             | 1978     | 7.1       | 2      |                                                                                  | 京成本線 芝山鐵道線                                          |
| 京濱急行電鐵 (京急電鐵)     | 京急本線         | 京急本線             | 1901     | 56.7      | 50     |                                                                                  | 淺草線 京急電鐵所有路線 (大師線以外)                         |
| 京濱急行電鐵 (京急電鐵)     | 京急空港線       | 京急空港線           | 1902     | 6.5       | 7      |                                                                                  | 京急本線                                                     |
| 京濱急行電鐵 (京急電鐵)     | 京急大師線       | 京急大師線           | 1899     | 4.5       | 7      |                                                                                  |                                                              |
| 京濱急行電鐵 (京急電鐵)     | 逗子線           | 逗子線               | 1930     | 5.9       | 4      |                                                                                  | 京急本線                                                     |
| 京濱急行電鐵 (京急電鐵)     | 久里濱線         | 久里濱線             | 1942     | 13.4      | 9      |                                                                                  | 京急本線                                                     |
| 京王電鐵                    | 京王線、京王新線 | 京王線、京王新線     | 1913     | 37.9      | 34     |                                                                                  | 都營新宿線 (僅京王新線) 京王電鐵所有路線                     |
| 京王電鐵                    | 相模原線         | 相模原線             | 1916     | 22.6      | 12     |                                                                                  | 京王線、京王新線                                             |
| 京王電鐵                    | 競馬場線         | 競馬場線             | 1955     | 0.9       | 2      |                                                                                  | 京王線、京王新線 (僅賽馬日)                                  |
| 京王電鐵                    | 動物園線         | 動物園線             | 1964     | 2.0       | 2      |                                                                                  | 京王線、京王新線                                             |
| 京王電鐵                    | 高尾線           | 高尾線               | 1967     | 8.6       | 7      |                                                                                  | 京王線、京王新線                                             |
| 京王電鐵                    | 井之頭線         | 井之頭線             | 1933     | 12.7      | 17     |                                                                                  |                                                              |
| 小田急電鐵                  | 小田原線         | 小田原線             | 1927     | 82.5      | 47     |                                                                                  | 千代田線 小田急箱根鐵道線 小田急電鐵所有路線                 |
| 小田急電鐵                  | 多摩線           | 多摩線               | 1974     | 10.6      | 8      |                                                                                  | 小田原線                                                     |
| 小田急電鐵                  | 江之島線         | 江之島線             | 1929     | 27.6      | 17     |                                                                                  | 小田原線                                                     |
| 東急電鐵                    | 田園都市線       | 田園都市線           | 1927     | 31.5      | 27     |                                                                                  | 東京地下鐵半藏門線 大井町線                                  |
| 東急電鐵                    | 大井町線         | 大井町線             | 1927     | 12.4      | 16     |                                                                                  | 田園都市線                                                   |
| 東急電鐵                    | 子供之國線       | 子供之國線           | 1967     | 3.4       | 3      |                                                                                  |                                                              |
| 東急電鐵                    | 東橫線           | 東橫線               | 1926     | 24.2      | 21     |                                                                                  | 東京地下鐵副都心線 橫濱高速鐵道港未來線 目黑線               |
| 東急電鐵                    | 目黑線           | 目黑線               | 1923     | 6.5       | 8      |                                                                                  | 東京地下鐵南北線 都營三田線 東橫線                           |
| 東急電鐵                    | 東急多摩川線     | 東急多摩川線         | 1923     | 5.6       | 7      |                                                                                  | 池上線                                                       |
| 東急電鐵                    | 池上線           | 池上線               | 1922     | 10.9      | 15     |                                                                                  | 東急多摩川線                                                 |
| 相模鐵道                    | 相鐵本線         | 相鐵本線             | 1926     | 24.6      | 18     | 埼京線 相鐵·JR直通線                                                             | 相鐵新橫濱線 泉野線                                          |
| 相模鐵道                    | 相鐵新橫濱線     | 相鐵新橫濱線         | 2019     | 2.1       | 2      | 埼京線 相鐵·JR直通線                                                             | 相鐵本線 東海道本線                                          |
| 相模鐵道                    | 泉野線           | 泉野線               | 1976     | 11.3      | 8      |                                                                                  | 相鐵本線                                                     |
| 西武鐵道                    | 池袋線           | 池袋線               | 1915     | 57.8      | 31     |                                                                                  | 狹山線、西武秩父線、西武有樂町線、豐島線                     |
| 西武鐵道                    | 西武有樂町線     | 西武有樂町線         | 1983     | 2.6       | 3      |                                                                                  | 池袋線 副都心線                                              |
| 西武鐵道                    | 豐島線           | 豐島線               | 1927     | 1.0       | 2      |                                                                                  | 池袋線                                                       |
| 西武鐵道                    | 狹山線           | 狹山線               | 1929     | 4.2       | 3      |                                                                                  | 池袋線                                                       |
| 西武鐵道                    | 西武秩父線       | 西武秩父線           | 1969     | 19.0      | 6      |                                                                                  | 池袋線 秩父鐵道秩父本線                                      |
| 西武鐵道                    | 西武新宿線       | 西武新宿線           | 1894     | 47.5      | 29     |                                                                                  | 拜島線 國分寺線                                              |
| 西武鐵道                    | 拜島線           | 拜島線               | 1928     | 14.3      | 8      |                                                                                  | 西武新宿線 多摩湖線                                          |
| 西武鐵道                    | 多摩湖線         | 多摩湖線             | 1928     | 9.2       | 7      |                                                                                  | 拜島線                                                       |
| 西武鐵道                    | 國分寺線         | 國分寺線             | 1894     | 7.8       | 5      |                                                                                  | 西武新宿線 西武園線                                          |
| 西武鐵道                    | 西武園線         | 西武園線             | 1930     | 2.4       | 2      |                                                                                  | 國分寺線                                                     |
| 西武鐵道                    | 西武多摩川線     | 西武多摩川線         | 1917     | 8.0       | 6      |                                                                                  |                                                              |
| 東武鐵道                    | 伊勢崎線         | 伊勢崎線             | 1899     | 114.5     | 55     |                                                                                  | 半藏門線 東京地下鐵日比谷線 東武日光線                       |
| 東武鐵道                    | 龜戶線           | 龜戶線               | 1904     | 3.4       | 5      |                                                                                  |                                                              |
| 東武鐵道                    | 東武大師線       | 東武大師線           | 1931     | 1.0       | 2      |                                                                                  |                                                              |
| 東武鐵道                    | 小泉線           | 小泉線               | 1917     | 18.4      |        |                                                                                  | 桐生線                                                       |
| 東武鐵道                    | 佐野線           | 佐野線               | 1894     | 22.1      | 10     |                                                                                  |                                                              |
| 東武鐵道                    | 桐生線           | 桐生線               | 1913     | 20.3      | 8      |                                                                                  | 小泉線                                                       |
| 東武鐵道                    | 東武日光線       | 東武日光線           | 1929     | 94.5      | 26     |                                                                                  | 伊勢崎線 東武宇都宮線 鬼怒川線                               |
| 東武鐵道                    | 東武宇都宮線     | 東武宇都宮線         | 1931     | 24.3      | 11     |                                                                                  | 東武日光線                                                   |
| 東武鐵道                    | 鬼怒川線         | 鬼怒川線             | 1917     | 16.2      | 9      |                                                                                  | 東武日光線                                                   |
| 東武鐵道                    | 野田線           | 野田線               | 1911     | 62.7      | 35     |                                                                                  |                                                              |
| 東武鐵道                    | 東上本線         | 東上本線             | 1914     | 75.0      | 38     |                                                                                  | 副都心線 東京地下鐵有樂町線                                  |
| 東武鐵道                    | 越生線           | 越生線               | 1932     | 10.9      | 8      |                                                                                  |                                                              |
| 新京成電鐵                  | 新京成線         | 新京成線             | 1947     | 26.5      | 24     |                                                                                  | 千葉線                                                       |
| 首都圈新都市鐵道            | 筑波快線         | 筑波快線             | 2005     | 58.3      | 20     |                                                                                  |                                                              |
| 芝山铁道                    | 芝山鐵道線       | 芝山鐵道線           | 2002     | 2.2       | 2      |                                                                                  | 东成田线                                                     |
| 夷隅鐵道                    | 夷隅線           | 夷隅線               | 1930     | 26.8      | 14     |                                                                                  |                                                              |
| 流鐵                        | RN流山線         | RN流山線             | 1916     | 5.7       | 6      |                                                                                  |                                                              |
| 秩父鐵道                    | 秩父本線         | 秩父本線             | 1901     | 71.7      | 38     |                                                                                  | 西武秩父線                                                   |
| 伊豆箱根鐵道                | ID大雄山線       | ID大雄山線           | 1925     | 9.6       | 12     |                                                                                  |                                                              |
| 銚子電氣鐵道                | 銚子電氣鐵道線   | 銚子電氣鐵道線       | 1923     | 6.4       | 10     |                                                                                  |                                                              |
| 小凑铁道                    | 小湊鐵道線       | 小湊鐵道線           | 1925     | 39.1      | 18     |                                                                                  |                                                              |

注释
1. ↑  只列出直接直通運轉的路線，途經其他路線不列出。
2. ↑  不包含鶴見支線，該線無客運服務。
3. ↑  機場聯外鐵道不具通勤性質不列入。
4. ↑  部分路線不在首都圈內，但與其他路線為同一系統，故列入表中。

### 地下鐵
由於實際上日本並無對地下鐵之明確定義，故列出日本地下鐵協會定義的地下鐵系統。
| 系统             | 信息 | 运营中                                                                                                 | 建设(計畫)中                    | 路線图 |
| ---------------- | --- | --- | ------------------------------- | ------ |
| 北總鐵道         | 城市：東京都、千葉縣 开通年份：1979 運營線路數：1 車站數：15 路網長度：32.3公里 客運量：日平均10.7萬(年運量3913萬)（2019年）  | 北總線                                                                                                 |                                 |        |
| 東葉高速鐵道     | 城市：千葉縣 开通年份：1996 運營線路數：1 車站數：9 路網長度：16.2公里 客運量：日平均15.7萬（2019年）                         | 東葉高速線                                                                                             |                                 |        |
| 東京地下鐵       | 城市：東京都、千葉縣、埼玉縣 开通年份：1927 運營線路數：9 車站數：179 路網長度：195.1公里 客運量：日平均755.5萬（2020年）     | 銀座線 丸之內線丸之內線支線 日比谷線 東西線 千代田線千代田線綾瀨支線 有樂町線 半藏門線 南北線 副都心線 |                                 |        |
| 都營地下鐵       | 城市：東京都、千葉縣 开通年份：1960 運營線路數：4 車站數：106 路網長度：109公里 客運量：日平均283.1萬（2019年4月～2020年3月） | 淺草線 三田線 都營新宿線 大江戶線                                                                      |                                 |        |
| 東京臨海高速鐵道 | 城市：東京都 开通年份：1996 運營線路數：1 車站數：8 路網長度：12.2公里 客運量：日平均27.2萬（2019年）                         | 東京臨海高速鐵道                                                                                       |                                 |        |
| 埼玉高速鐵道     | 城市：東京都、埼玉縣 开通年份：2001 運營線路數：1 車站數：8 路網長度：14.6公里 客運量：日平均12.2萬（2019年）                 | 埼玉高速鐵道線                                                                                         |                                 |        |
| 橫濱市營地下鐵   | 城市：橫濱市、藤澤市 开通年份：1972 運營線路數：2 車站數：42 路網長度：53.4公里 客運量：日平均66.4萬（2019年）                | 藍線綠線                                                                                               | 藍線新百合丘延伸線 橫濱環狀鐵道 |        |
| 橫濱高速鐵道     | 城市：橫濱市 开通年份：2004 運營線路數：1 車站數：6 路網長度：4.1公里 客運量：日平均22.0萬（2019年）                          | 港未來線                                                                                               |                                 |        |

### 其他軌道交通
| 營運商/系统   | 路線          | 城市                 | 开通年份 | 运营 车站数 | 路网长度 （km） | 路線图 |
| ------------- | ------------- | -------------------- | -------- | ----------- | --------------- | ------ |
| 輕軌          |               |                      |          |             |                 |        |
| 東京都電車    | 荒川線        | 東京都               | 1903     | 30          | 12.2            |        |
| 東急電鐵      | 東急世田谷線  | 東京都               | 1925     | 10          | 5.5             |        |
| 江之島電鐵    | 江之島電鐵線  | 镰仓市 藤澤市        | 1902     | 15          | 10.0            |        |
| 旅客捷運系統  |               |                      |          |             |                 |        |
| 伊奈線        | 伊奈線        | 埼玉市 上尾市 伊奈町 | 1983     | 13          | 12.7            |        |
| 西武山口線    | 西武山口線    | 東村山市 所澤市      | 1985     | 3           | 2.8             |        |
| 日暮里-舍人線 | 日暮里-舍人線 | 荒川區 足立區        | 2008     | 13          | 9.7             |        |
| 百合鷗號      | 百合鷗號      | 港區 江東區          | 1995     | 16          | 14.7            |        |
| 有加利丘線    | 有加利丘線    | 佐倉市               | 1982     | 6           | 4.1             |        |
| 金澤海岸線    | 金澤海岸線    | 橫濱市               | 1989     | 14          | 10.6            |        |
| 跨坐式單軌    |               |                      |          |             |                 |        |
| 羽田機場單軌  | 羽田機場單軌  | 港區 品川區 大田区   | 1964     | 11          | 17.8            |        |
| 多摩單軌      | 多摩單軌      | 東京都 多摩地方      | 1988     | 19          | 16.0            |        |
| 懸掛式單軌    |               |                      |          |             |                 |        |
| 千葉單軌      | 1號線         | 千葉市               | 1995     | 6           | 3.2             |        |
| 千葉單軌      | 2號線         | 千葉市               | 1988     | 13          | 12.0            |        |
| SMR 湘南單軌  | SMR 湘南單軌  | 镰仓市 藤澤市        | 1970     | 8           | 6.6             |        |

### 機場聯絡軌道

#### 羽田機場
- 羽田機場單軌
- 京急機場線

#### 成田機場
- 京成電鐵
  - 成田機場線
  - 京成本線
  - 東成田線
- JR東日本
  - 成田線空港支線
- 芝山鐵道
  - 芝山鐵道線

### 主要鐵路公司運量
| 經營公司       | 日運量       | 年運量           |
| -------------- | ------------ | ---------------- |
| 東日本旅客鐵道 | 1528萬6392人 | 55億7953萬3080人 |
| 東京地下鐵     | 630萬7390人  | 23億219萬7350人  |
| 東急電鐵       | 285萬5974人  | 10億4243萬510人  |
| 東武鐵道       | 236萬4626人  | 8億6308萬8490人  |
| 都營地下鐵     | 232萬5117人  | 8億4866萬7705人  |
| 小田急電鐵     | 194萬6313人  | 7億1040萬4245人  |
| 京王電鐵       | 172萬7355人  | 6億3048萬4575人  |
| 西武鐵道       | 169萬2523人  | 6億1777萬895人   |
| 京濱急行電鐵   | 120萬7565人  | 4億4076萬1225人  |
| 京成電鐵       | 71萬2426人   | 2億6003萬5490人  |
| 相模鐵道       | 62萬3500人   | 2億2757萬7500人  |

## 計畫·建設中
- 中央新幹線
- 羽田機場Access線

## 外部連結
- JR East（页面存档备份，存于） official website, showing the map of the Suica/PASMO accepting area, which roughly corresponds with Greater Tokyo Area （日語）
- Greater Tōkyō Railway Network（页面存档备份，存于）, unofficial railway map of Greater Tokyo （英文）
- Tokyo Railway Map, bilingual railway map of central Tokyo （日語） （英文）